# Yves Leterme
Yves Leterme, född 6 oktober 1960 i Wervik i Västflandern, är en belgisk kristdemokratisk politiker. Han var Belgiens premiärminister mellan den 20 mars och den 30 december 2008 samt från den 25 november 2009 till den 6 december 2011. 

## Karriär
Leterme har tidigare varit ministerpresident för regionen Flandern 2004-2007 och efter det belgiska parlamentsvalet 10 juni 2007 utsågs han 16 juli av kung Albert II till regeringsbildare. Efter att Leterme misslyckats med att bilda en koalition mellan flamländska och vallonska partier, vilket krävs för att bilda regering i Belgien, lämnade han 1 december 2007 in en begäran att bli entledigad från uppdraget som regeringsbildare. Under hela den tid som Leterme försökte bilda en ny koalition satt den utgående premiärministern Guy Verhofstadt kvar i spetsen för en expeditionsministär. Den 20 mars 2008 bildade Yves Leterme en ny koalitionsregering bestående av Letermes eget parti Kristdemokratisk och Flamländsk och Öppna VLD, Mouvement Réformateur, Parti Socialiste och Centrumdemokratiska Humanister.
Regeringen lämnade redan den 14 juli samma år in en avskedsansökan, som dock ej godkändes av kung Albert II. Den 20 december lämnade Leterme återigen in sin regerings avskedsansökan. Denna gång berodde det på oegentligheter vid BNP Paribas köp av den belgiska delen av den krisdrabbade banken Fortis. Medlemmar i regeringen Leterme misstänktes för att ha försökt påverka ett domstolsförfarande i samband med uppköpsprocessen. Kungen accepterade regeringens avskedsansökan. Den 30 december 2008 utsågs Herman Van Rompuy till Letermes efterträdare. Van Rompuy avgick i november 2009 då han utsågs till Europeiska rådets ordförande för två och ett halvt år. Leterme blev då återigen utsedd till belgisk premiärminister.
Den 22 april 2010 lämnade Leterme åter in sin avskedsansökan, sedan Öppna VLD hade lämnat koalitionsregeringen. Orsaken till avhoppet var att regeringen inte lyckats nå en lösning kring den sedan länge omstridda valkretsen Bryssel-Halle-Vilvoorde på gränsen mellan landets nederländsk- och franskspråkiga delar. Kungens första reaktion var att han var ovillig att bevilja avskedsansökan på grund av att Belgien andra halvåret skall vara ordförandeland i EU, och han utsåg finansministern Didier Reynders som medlare.
Den 26 april godkände dock kung Albert II Letermes avskedsansökan sedan medlingsförsöken misslyckats. Det var vid avgången oklart om en ny regeringsbildare kunde hittas, eller om nyval skulle anordnas. Den 6 maj upplöstes dock parlamentet, och nyval utlystes till 13 juni 2010. Då regeringsbildningen efter valet visade sig bli mycket svårdragen, blev Letermes period som premiärminister för en expeditionsministär mycket utdragen. Den 13 september 2011 annonserade han att han planerade avgå i slutet av 2011 då han hade fått ett nytt arbete. Vid detta datum hade fortfarande ingen ny regering bildats, och Leterme var fortfarande premiärminister. Den 6 december 2011 tillträdde en ny regering med socialistledaren Elio Di Rupo som Belgiens premiärminister. Leterme hade då lett en expeditionsministär i 541 dagar vilket hittills är ett världsrekord.

## Utmärkelser
- Nordrhein-Westfalens statspris,  2008
- Storofficer av Leopoldsorden,  6 juni 2010[8]
- Statsminister i Belgien,  7 december 2011[8]

[Redigera Wikidata]